# Xie Siyi
Xie Siyi (en chino: 谢思埸; Shantou, 28 de marzo de 1996) es un deportista chino que compite en saltos de trampolín.
Participó en dos Juegos Olímpicos de Verano, obteniendo tres medallas de oro, dos en Tokio 2020, en las pruebas de trampolín individual y sincronizado (junto con Wang Zongyuan), y una en París 2024, en la prueba individual.
Ganó siete medallas en el Campeonato Mundial de Natación entre los años 2015 y 2024. En los Juegos Asiáticos de 2018 consiguió dos medallas de oro.

## Palmarés internacional
| Juegos Olímpicos   | Juegos Olímpicos        | Juegos Olímpicos  | Juegos Olímpicos     |
| Año                | Lugar                   | Medalla           | Prueba               |
| ------------------ | ----------------------- | ----------------- | -------------------- |
| 2020               | Tokio (Japón)           | Medalla de oro    | Trampolín 3 m        |
| 2020               | Tokio (Japón)           | Medalla de oro    | Trampolín 3 m sincro |
| 2024               | París (Francia)         | Medalla de oro    | Trampolín 3 m        |
| Campeonato Mundial |                         |                   |                      |
| Año                | Lugar                   | Medalla           | Prueba               |
| 2015               | Kazán (Rusia)           | Medalla de oro    | Trampolín 3 m        |
| 2015               | Kazán (Rusia)           | Medalla de bronce | Equipo mixto         |
| 2017               | Budapest (Hungría)      | Medalla de oro    | Trampolín 3 m        |
| 2017               | Budapest (Hungría)      | Medalla de plata  | Trampolín 3 m sincro |
| 2019               | Gwangju (Corea del Sur) | Medalla de oro    | Trampolín 3 m        |
| 2019               | Gwangju (Corea del Sur) | Medalla de oro    | Trampolín 3 m sincro |
| 2024               | Doha (Catar)            | Medalla de plata  | Trampolín 3 m        |
| Juegos Asiáticos   |                         |                   |                      |
| Año                | Lugar                   | Medalla           | Prueba               |
| 2018               | Yakarta (Indonesia)     | Medalla de oro    | Trampolín 3 m        |
| 2018               | Yakarta (Indonesia)     | Medalla de oro    | Trampolín 3 m sincro |